# 3·15 부정선거
3·15 부정선거는 1960년 3월 15일 부정 선거에 의해 실시된 대한민국 제5대 부통령 선거를 말한다.

## 후보
대통령 선거에는 이승만 자유당 후보와 조병옥 민주당 후보 등 2인만 입후보하였다. 그 외에도 출마를 시도한 정당 및 후보자가 있었으나, 자유당 측에서 공권력과 정치 깡패를 동원해 대대적인 입후보 방해를 자행해 모두 무산되었다.
부통령 선거에는 이기붕 자유당 후보, 장면 민주당 후보 외에 김준연 통일당 후보, 임영신 대한여자국민당 후보도 입후보하여 4인의 후보가 나오게 되었다.

### 자유당
자유당은 이승만의 4선 당선을 노리는 한편, 86살 노인인 이승만 대통령의 서거 시 대통령에 취임하게 돼있는 부통령 자리를 다시 한 번 노리기 위해 이기붕 추대 공작도 병행하였다. 자유당은 1959년 6월 29일 이승만·이기붕 진용을 재구축하였고 서둘러 출마를 강행하였다.
그러나 김준연 통일당 부통령 후보, 임영신 대한여자국민당 부통령 후보 등이 대통령으로 이승만을 지지한다면서 부통령 선거전에 뛰어들어, 이승만 지지 표가 갈려서 패했던 4년 전 부통령 선거 때의 상황이 재현될지 모른다는 긴장감이 돌게 되었다.
| 자유당 제4대 대통령·제5대 부통령 후보        | 자유당 제4대 대통령·제5대 부통령 후보                              |
| 대통령 후보 이승만                           | 부통령 후보 이기붕                                                 |
| -------------------------------------------- | ------------------------------------------------------------------ |
|                                              |                                                                    |
| 제1·2·3대 대통령 제헌 국회의장 제헌 국회의원 | 제3대·제4대 전반기 민의원의장 제3대 국방부 장관 제3·4대 민의원의원 |

### 민주당
민주당은 지난 부통령 선거와 민의원의원 선거에서의 연이은 선전으로 자유당을 강력하게 위협하고 있었다. 그러나 민주당 내부에서는 신파와 구파 간의 갈등이 날이 갈수록 심화돼 후보 결정도 하게 어려운 상황이었다. 우여곡절 끝에 민주당은 1959년 11월 26일 정·부통령후보 지명대회를 열고 구파의 조병옥 박사를 대통령, 신파의 장면 박사를 부통령 후보로 선출하였다.
조병옥은 선거를 한 달가량 앞둔 1960년 2월 15일 지병으로 미국에서 요양하던 도중에 갑자기 사망하는 바람에 이승만은 단독후보가 되었다. 지난 대선 때 신익희가 유세 중 사망하였던 것에 이어 민주당은 두번째로 선거 운동 기간 동안 대선 후보를 잃게 되었다.
| 민주당 제4대 대통령·제5대 부통령 후보              | 민주당 제4대 대통령·제5대 부통령 후보                    |
| 대통령 후보 조병옥                                 | 부통령 후보 장면                                         |
| -------------------------------------------------- | -------------------------------------------------------- |
|                                                    |                                                          |
| 제5대 내무부 장관 제3·4대 민의원의원 초대 경무부장 | 제4대 부통령 제2대 국무총리 초대 주미 대사 제헌 국회의원 |

### 통일당
통일당은 1959년 11월 17일 중앙위원회를 개최하고 이승만 대통령을 대통령 후보, 김준연 당 위원장을 부통령 후보에 각각 지명할 것을 결의하였다. 통일당은 1959년 11월 18일 대의원 515명 중 399명이 참석한 가운데 전당대회를 개최하고 이승만 대통령을 대통령 후보, 김준연 당 위원장을 부통령 후보로 지명하였다.

### 출마 포기 후보

#### 민족주의민주사회당
노농당은 1959년 12월 20일 대의원 420명 중 250명이 참석한 가운데 열린 전당대회에서 당명을 민족주의민주사회당으로 개칭하고 전진한을 대통령, 이훈구를 부통령에 지명했다. 그러나 자유당의 공권력을 동원한 입후보 방해 공작 때문에 애를 먹었으며, 선관위가 당명 변경이 법적으로 하자가 있다며 민사당 당적자로서의 후보 등록을 받아주지 않는 등 어려움에 부딪힌 민사당은 결국 입후보를 포기하기에 이르렀다.

#### 반독재민주수호연맹
반독련은 1960년 2월 8일 각파 대표자 회의를 열고 장택상을 대통령, 박기출을 부통령에 지명했다. 그러나 후보 등록 서류를 3번이나 길거리에서 괴한들에게 빼앗기고, 깡패들이 장택상의 집안까지 침입해 협박을 하는 등 치열한 입후보 방해 공작이 벌어졌고, 장택상은 이에 본인의 입후보가 좌절될 시 야당의 조병옥 후보를 지원할 것이라며 여당에게 후보 등록 방해 공작을 중단할 것을 요구했다. 천신만고 끝에 두 후보는 후보 등록 마감일인 2월 13일 밤 후보 등록 서류를 제출했으나, 서류 미비를 이유로 각하되어 끝내 입후보에 실패하였다.
이후 이강학 당시 치안국장은 후보 등록 방해는 사실 장택상의 자작극이었다고 주장하였다. 이강학의 주장에 따르면 장택상은 반독련의 대선 후보로 확정된 후 이강학을 만나 사실 자신은 이승만 대통령과 맞서 싸우고 싶지 않은데 반독련이 와해 위기라 어쩔 수 없이 후보직을 수락했다며, 부디 자신의 후보 입후보를 방해해달라고 요청하였다고 한다. 장택상은 이강학이 거짓말을 하는 것이라며 완강히 부정하였다.

#### 기타
서상일 민주혁신당 간사장은 민주혁신당 후보로 대통령 선거에 출마하려 했으나 민주혁신당의 정당 등록 불허 등을 이유로 1960년 1월 9일 입후보 포기를 선언하였다.
김달호 전 진보당 부위원장은 무소속으로 대통령 선거에 출마하려 했으나 각종 입후보 방해 공작으로 인해 입후보를 할 수가 없다며 1960년 2월 13일 입후보 포기를 선언하였다.
의사 한기도는 1960년 2월 13일 무소속 대통령 후보 등록 서류를 제출했음에도 법정 요건 미비를 사유로 등록이 거부되었다. 이후 자신이 유권자 추천서를 경찰에게 강탈 당하는 등의 입후보 방해를 당했다고 주장하였다.

## 선거 시작 이전

### 이승만에 대한 우상화
성균관대학교 서중석 명예교수는 3대 대선이 이루어지던 1955년경부터 '이승만 숭배 운동'이 일었던 당시의 상황을 지적한다. 이러한 이승만 찬양 여론 조성은 자유당 정권 및 친여 세력에 의해서 대대적으로 이루어졌다. 
3대 대선이 치러지기 2년 전인 1954년 9월 18일에는 교통부 광장에서 ‘철도 창설 55주년 기념 이승만 대통령 흉상 제막식’이 열렸고, 1956년에는 파고다공원과 남산에도 이승만 동상이 세워졌다. 남산에 세워진 이승만의 동상은 부지 9900㎡에, 좌대 890㎡, 동상의 높이만 약 24m에 달하는 거대한 조형물이었는데, 이승만 대통령 80회 생일을 기념하기 위해 추진된 것으로 개천절에 기공해 이 대통령이 81세가 되는 해 광복절에 제막식을 열었다. 이 대통령이 참석한 동상 제막식은 이 대통령의 만세삼창으로 끝났고 이날 밤에는 서울 하늘에서 축하 불꽃놀이가 펼쳐졌다. 당시 신문은 '동양 최대 규모'라고 평하였다. 
이후에도 뚝섬에다 이승만의 호를 따서 '우남송덕관'을 짓고 또 이승만의 반신상을 세웠으며, 남산에는 우남정(팔각정)을, 남한산성에는 "이승만 대통령 각하께서 오래오래 사시기를 축수한다"는 뜻으로 송수탑(頌壽塔)을 세우고 파주 용미리에도 앞서 1954년에 파주 용미리 마애이불입상 옆에다 이승만 대통령 기념탑인 '미륵불 이대통령 각하 기념탑'을 세웠다.
신축된 공공건물에 이승만의 호인 '우남'을 붙이는 일도 허다했다. 당시 건축 중이던 서울시민회관을 두고는 이승만의 호를 따서 '우남회관'이라고 불렀으며, 1955년에 부산의 용두산공원도 '우남공원'으로 이름이 바뀌었다. 1958년 11월 16일에는 이승만의 모교라는 배재중고에 '우남학관'도 만들어졌고 중앙대학교와 대전에서는 이승만 탄신 80주년을 기념한 '우남기념도서관'(지금의 중앙대학교 중앙도서관)도 신축 중이었다. 
심지어 1955년부터는 아예 대한민국의 수도 '서울'의 이름을 '우남시'로 바꾸자는 어처구니없는 주장까지 나왔다. 1955년 9월 16일 이승만은 '수도 명칭에 대하여'는 제목으로 다음과 같은 담화를 발표한 적이 있다. 
서울이란 말은 우리 나라 말로 수도이지 수도 자체의 땅 이름은 아니다. 서양인들이 동양에 오기 시작했을 때에 우리 나라에 먼저 들어온 사람이 프랑스 천주교 전도사인데 이 사람이 비밀리에 변장하고 와서 이 도성의 이름을 물었을 때 서울이라고 대답한 것을 프랑스 사람이 할 수 있는 대로 음을 취해서 쓴 것이 외국인에게 차차 알려져서 이 도성 이름이 서울이라고 불리어왔다.

이 담화 이후 서울시에서는 '수도명칭조사위원회'를 구성하고 이듬해인 1956년 1월 18일 3,524명을 대상으로 조사한 수도 명칭에 대한 여론조사 결과를 발표했는데, 여론조사에서 1위(1,423명)가 나온 것은 '우남시'였다. 당연히 이는 외솔 최현배 등 국문학자들로부터 반발을 불렀고, 이승만은 1957년 1월 20일에 수도 명칭을 ‘한도’로 하는 것이 어떻겠느냐는 의견을 제시하면서 "내가 대통령으로 있으면서 서울의 이름을 우남특별시로 하는 것은 원치 않는다. 여러 사람들이 내가 세상을 떠난 뒤에는 그렇게 될 것이니(=즉 '우남시'로 이름이 바뀔 것이니) 그냥 둬보는 것이 좋겠다고 했으나 내가 강권해서 여기까지 온 것이다”라고 말하기도 했다. 
또한 이승만을 향해 '민족의 태양', '위대한 반공 지도자', '국부' 이렇게 칭송하는 글들이 당시에도 꽤 많이 나왔는데 이러한 일련의 '이승만 열풍'은 자연스럽다기보다는 정권에 아부하고 영합하는 자들의 '알아서 기기'에 가까웠고, 선거를 앞두고 자유당 정권이 지지층 결집 및 득표를 위해 조장한 면도 분명히 존재했다. 1959년 10월에는 이승만 당시 대통령의 측면 얼굴을 도안으로 하고 후면에는 대통령 문장을 넣은 100환짜리 동전이 나오는 등 대통령을 소재로 한 화폐도 8종이 발행됐다. 학계는 당시의 이러한 일련의 이승만 동상 제막 등의 '이승만 띄우기' 사업들을 딱 잘라서 북한 정권과 다를 것이 별로 없는, 이승만에 대한 '우상화'라고 부르고 있다.
1956년의 제3대 대통령 선거에서 이승만의 가장 유력한 경쟁자였던 민주당의 신익희가 선거 운동 기간 도중에 병으로 급서하고 유일한 야당 후보가 된 조봉암은 야권의 전폭적인 지지를 얻지 못한 상태였음에도 30% 가량의 득표율을 얻었고, 대통령이 이승만이 당선되기는 했지만 부통령은 민주당 장면이 자유당의 이기붕을 누르고 부통령으로 당선되었을 뿐 아니라, 당시 결과는 이승만은 504만 표, 조봉암 약 216만 표에 투표 당시 사망 상태인 신익희에 대한 추모표가 약 185만 표가 나왔으며, 추모표까지 합치면 이승만은 전체 득표의 55.7%를 가져가는데 그쳤다. 제2대 대선에서 74.6%의 득표율을 기록한 것에 비하면 이승만의 지지자들이 30% 넘게 이탈한 것은 물론 부통령 선거에서는 아예 야당 후보가 당선되고, 전체 득표에서도 친자유당 후보의 득표율이 과반에 미달하여 최소한 전체 유권자의 절반에 가까운 수가 이승만에게 비판적이임이 단단히 입증된 셈이었다. 또한 3대 대선이 있고 석 달 뒤인 1956년 8월의 지방자치선거에서 수도권에서는 야당인 민주당이 강세를 보여, 서울에서만 서울시의원 전체 47명 중 40명이 민주당에서 당선되었고 자유당은 1명밖에 당선자가 나오지 않았다. 이 모든 것이 사회 여기저기에서 이승만을 국부로 띄워주는 움직임이 한창 벌어지고 있는 와중에 나온 선거 결과였다. 
이승만은 3대 대선 직후인 1956년 5월 26일 국내 기자단의 "이번 선거를 어떻게 보십니까?"라는 질문에 "이번 선거 결과로 보아 친일하는 사람과 용공주의자들을 지지하는 사람이 많은 것 같다"라고 발언했는데, '친일하는 사람'과 '용공주의자'란 각각 신익희와 조봉암을 가리킨 것으로, 생전 신익희가 "내가 대통령이 된다면 일본 지도자와의 회담할 용의가 있다"며 (조봉암과 마찬가지로) 일본과의 국교를 정상화해야 한다고 주장했던 것, 조봉암이 좌익 전력이 있다가 우익으로 전향해 농지개혁을 주도한 사람이라는 점을 빗대어 선거 결과에 대한 이승만 자신의 불편한 심기를 드러낸 것이었다. 서중석은 《프레시안》과의 대담에서 이 이승만의 대답을 "국민을 위협하고 편가르기를 한 것"이라고 비판했다.

### 조봉암에 대한 사법살인
1958년 1월, 진보당의 당수 조봉암이 간첩 행위를 했다는 모략을 뒤집어쓰고 진보당은 강제해산당하고, 조봉암이 사법살인으로 사형에 처해졌다. 

### 3.15 부정선거와 2.13 담화
이승만은 1960년 2월 13일 정부통령 선거 직전 긴급담화(일명 '2.13 담화')를 발표하여, "1956년 선거(제3대 대선)에서처럼 대통령과 부통령 당선자가 서로 다른 당에서 나오면 내가 대통령에 당선되더라도 응종치(=따르지) 않겠다"라고 발표하였는데, 최인규 내무부장관은 훗날 법정에서 이승만의 이 '2.13 담화'가 자신에게 큰 압박으로 다가왔음을 고백하기도 했다. 성균관대학교 서중석 명예교수는 이승만의 '2.13 담화'에 대해 "대통령 선거와 부통령 선거의 최다 득표자가 각각 대통령과 부통령이 되도록 헌법과 선거법에 해놓고 있는데 2.13 담화처럼 "나와 다른 당에서 부통령이 나오면 나는 그런 대통령 자리 안 맡겠다"고 해버린 것은 헌법과 선거법을 무시하는 발언이며, 해당 발언은 "국민에 대한 협박이라고도 볼 수 있지만 결국 직접적으로 자유당 그리고 정부, 너희들이 꼭 러닝메이트가 되도록 해야 한다'고 에둘러 말한 것으로 해석될 여지가 많다"고 지적했다. 즉 2.13 담화는 자유당 간부들을 비롯해 내각(특히 최인규 내무장관)에게는 무슨 수를 쓰더라도 이기붕을 당선시켜야 한다는 압박으로 다가왔다고 해석되기에 충분하며, 3.15 부정선거에 있어서 이승만이 직접적이고 적극적으로 명령하고 지시하지 않았다고 한들 간접적인 영향이나 사건 전개의 책임 소재에 있어서 전혀 결백하다고 할 수는 없다는 것이다.

## 선거 운동 기간

### 부정 선거 계획

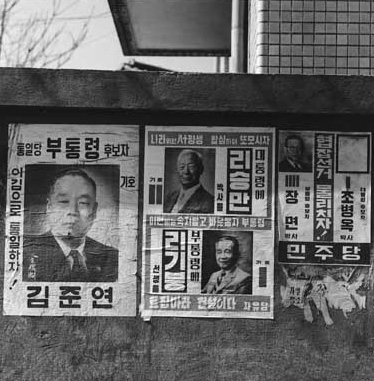
선거 벽보

선거를 앞두고 자유당은 불리한 조건에 놓여있었다. 전쟁 이후 미국의 무상 원조가 줄어 민생고가 심해진데다 부정부패가 만연하여 자유당은 국민들의 지지를 잃고 있었다. 게다가 두 차례에 걸친 무리한 개헌으로 인해 민주주의와 헌법을 파괴하는 당이라는 낙인이 찍혀있었다. 이러한 상황에서 자유당은 이기붕을 부통령으로 당선시키기 위해 내무부 관료들과 이정재, 임화수 등 정치 폭력배들을 동원하여 부정 선거와 개표 조작을 계획하였다.
자유당은 전국의 공무원과 경찰 등 공권력은 물론 정치 깡패, 완장 부대까지 동원해 야당의 선거 운동을 방해하고 주민들에게 이승만과 이기붕을 지지하도록 압박하였다. 자유당은 또한 야당 참관인들을 갖은 핑계로 투표장에서 끌어내었으며, 투표자들을 3인 1조로 투표하게 하고 투표지를 투표함에 넣기 전에 자유당 측 참관인에게 보여주도록 하는 공개 투표를 계획했다. 유권자들에게 투표 방법을 교육하는데 쓰겠다는 핑계로 가짜 투표용지를 만들어두었다가 투표함에 무더기로 투입하는 계획을 세우기도 하였다.
이 모든 공작에는 경찰이 가담하고 있었다. 이에 야당과 몇몇 유권자들이 경찰이 수사는커녕 오히려 폭력을 조장하고 있다며 호소하였지만, 자유당은 정치 깡패들로 하여금 폭력 소동을 일으키게 해 이들을 탄압했다. 이런 상황 속에 3월 9일과 10일 전라남도 여수와 광산에서 각각 민주당 간부가 구타 살해당하는 사건이 발생하였고, 이를 계기로 민주당은 부정선거 거부 운동을 전개하였다.

### 일방적인 선거 날짜 앞당기기
1960년 2월 3일, 제1공화국 행정부는 대통령 선거를 기존의 5월에서 두 달 앞당겨 3월 15일에 치르기로 발표했다. '농번기를 피하기 위해서'라는 명분이라지만 애초에 과거 두 차례의 대통령 선거 모두 농번기인 5월에 치러졌던 점이나 당시 이승만의 유력한 대항마로 주목되던 야당의 조병옥 후보가 1960년 1월부터 수술 목적으로 미국으로 출국해 있었다는 점에서 명백하게 야당 후보가 제대로 유세를 할 수 없는 틈을 노리겠다는 저의로 보이기에 충분했고, 당시 언론이나 정계 인사들의 반응도 마찬가지였다. 조선일보는 사설로 "그렇게까지 조기 선거에 집착하고 매달리는 정부의 진의를 모르겠다"고,《동아일보》는 "한 사회 대 사회간의 집단도덕상으로도 못 그럴 일인데 하물며 한 나라의 정당 대 정당 사이의 정치 도의상으로 봐도 이건 아니다"라고 비판했다. 기왕 농번기를 피하려면 7월로 미루는 게 어떠냐는 문제 제기도 있었지만 행정부는 듣지 않았다. 선거가 갑자기 3월로 앞당겨졌다는 소식을 미국에서 전해 들은 조병옥은 "등에다 대고 총을 쏘는 추잡한 정략"이라고 격노했다.
민주당의 당대표로 최고위원이던 장면은 《동아일보》 인터뷰에서 "자유당이 조기 선거를 서두르는 이면에는 선거 운동 기간을 단축시키려는 정략이 깔려 있다"며 반대 의사를 밝혔고, 민주당 의원총회의 주요한, 유진산, 윤명운, 오위영, 엄상섭 등 다섯 명의 의원이 2일 중앙청의 국무회의실로 항의방문하여 원래대로 5월에 선거를 치를 것을 요구하기도 하였으나 받아들여지지 않았다. 이후 조병옥이 미국에서 급서하면서 사실상 대통령은 이승만의 당선이 확정되었다. 
문제는 부통령이었다.

### 선거일

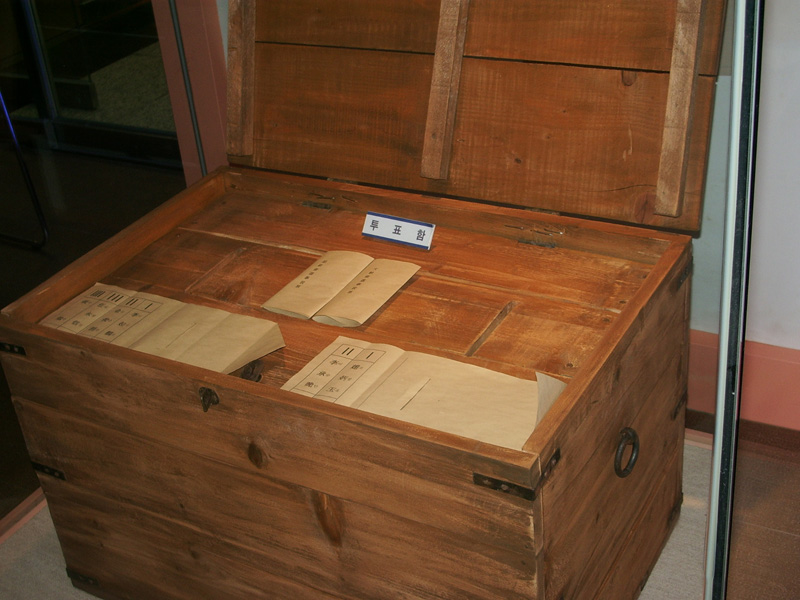
선거함 모형

선거일이 가까워지자 이들은 위에서 짠 계획들을 적용하기로 했다. 선거 전날인 3월 14일 자유당은 모든 선거함에 이승만과 이기붕이 찍혀 있는 위조 투표지를 무더기로 집어넣었다.
3월 15일 드디어 선거가 치러졌다. 이들은 투표하는 사람들에게 돈을 주는 가 하면, 한 명 당 투표 용지를 20장까지 가져가는 등의 선거 조작 행위를 저질렀다. 또한 자유당 당원들이 기표소까지 들어가 자유당을 뽑는 지 아니면 야당을 뽑는지 감시하는가 하면 야당 선거 관리인을 투표소에서 쫓아내는 행위까지 저질렀다. 이러한 부정 행위에는 자유당 소속 정치깡패들이 동원되었고 그 밖에도 내무부 소속의 공무원들까지 조직적으로 개입하였다(이 일로 내무부의 차관급과 실국장급 간부들이 구속되었고, 내무부 장관 최인규는 사형을 선고받게 된다).
상황이 심각해지자 민주당은 오후 4시 30분에 언론에 담화를 발표하였으며, "3·15 선거는 선거가 아니라 선거의 이름 하에 이루어진 국민주권에 대한 포악한 강도 행위"라고 규정하고 불법, 무효임을 선언했다. 이에 부정선거 사실이 알려지면서 그날 오후 늦게 각지에서 부정선거를 규탄하는 시위가 발생하였다.
한편 선거가 종료된 뒤 개표를 시작했다. 그런데 개표 중 자유당 부통령 후보 이기붕의 득표율이 100%에 육박하는 결과가 나오자 국무위원들은 자유당 후보가 95% 또는 97%를 넘어 갈 것을 우려하였고, 이렇게 되면 부정선거임이 들통 날까봐 "걱정"을 하였다. 그러자 최인규·이강학 등은 경비전화를 통해 "이승만은 80%로, 이기붕은 70~75% 선으로 조정하라"고 지시하였다. 그리하여, 각 지에서는 감표에 들어갔으나, 일부 지방에서는 최병환 내무부 지방국장이 50%선 조정을 지시해 혼란을 빚기도 하였다. 하지만 이러한 혼란에도, 이기붕의 표는 79%로 하향 조정하게 되었다.

## 선거 결과

### 대통령 선거
| 대한민국 제4대 대통령 선거        |         |        |             |                     |                     |                     |
| 유권자수: 11,196,490명투표율: 97% |         |        |             |                     |                     |                     |
| 후보                              | 후보    | 정당   | 득표        | 득표율              | 당락                | 비고                |
|                                   | 이승만  | 자유당 | 9,633,376표 | \| \| 100.00% \|    | 당선                |                     |
|                                   | 조병옥  | 민주당 | -           | -                   | -                   | 사망                |
| 합계                              | 합계    | 합계   | 9,633,376표 | 무효표: 1,228,896표 | 무효표: 1,228,896표 | 무효표: 1,228,896표 |
|                                   | 100.00% |        |             |                     |                     |                     |

### 부통령 선거
후보자별 득표율
|  | 79.19% |

|  | 17.51% |

|  | 2.36% |

|  | 0.92% |

#### 지역별 결과
|  | 55.34% |

|  | 41.1% |

|  | 2.2% |

|  | 1.4% |

|  | 75.6% |

|  | 22.1% |

|  | 1.6% |

|  | 0.7% |

|  | 78.6% |

|  | 17.7% |

|  | 2.7% |

|  | 0.9% |

|  | 84.7% |

|  | 13.5% |

|  | 1.2% |

|  | 0.6% |

|  | 85.5% |

|  | 9.0% |

|  | 3.2% |

|  | 2.3% |

|  | 83.8% |

|  | 9.7% |

|  | 5.5% |

|  | 0.9% |

|  | 75.5% |

|  | 22.0% |

|  | 1.8% |

|  | 0.7% |

|  | 79.5% |

|  | 17.7% |

|  | 2.0% |

|  | 0.9% |

|  | 91.6% |

|  | 7.5% |

|  | 0.6% |

|  | 0.2% |

|  | 99.3% |

|  | 0.6% |

|  | 0.1% |

|  | 0.0% |

## 이후
국회는 3월 18일 이승만과 이기붕을 각각 대통령과 부통령 당선자로 발표하였으나, 부통령 부정 선거에 대한 야권과 국민들의 반발이 거세졌다. 

27일 동안 행방불명이었던, 최루탄이 눈에 박힌 채 마산 중앙부두에서 발견된 김주열의 시신

바로 선거 당일부터 광주와 마산 등 각지에서 시위가 일어났다. 이 중 마산의 시위가 가장 격렬했으며, 결국 경찰의 발포로 다수의 사상자를 내게 된다. 이를 시작으로 다른 지역에서도 시민들이 부정선거에 반발하며 줄줄이 들고 일어났다. 4.19 혁명의 직접적인 계기가 되었다.
3·15 부정선거 규탄 시위에 참가했다 실종되었던 마산상업고등학교 재학생 김주열(당시 16세)이 실종 27일 만인 4월 11일 홍합 조업을 하던 어부 김기돈에 의해 마산 중앙부두 앞바다에서 변사체로 발견되었다. 시신은 오른쪽 눈부터 뒤통수까지 알루미늄제 최루탄이 박혀 있었으며, 부패가 진행된 상태였다. 시위에 참가한 김주열이 최루탄을 맞고 쓰러지자, 경찰들이 김주열의 시신을 바다에 던진 것이었다. 
자유당 내부 이승만 측근들이 저지른 선거부정인 3.15 부정선거를 '선거부정'이라 항의하며 들고 일어난 마산에서의 시위조차 이승만은 그 항의의 대상이 자신을 내세운 자유당 정권의 선거부정이며 시위의 가장 큰 1차적 원인이라는 것도 제대로 파악하지 못한 채 "정당 싸움"이라고 일축해 버렸다. 4월 12일 국무회의에서 "혹시 선거가 잘못되었다고 들은 것은 없는가?", "지금 긴급히 또 좋다고 생각하는 것은 내가 하야하는 것이라고 생각한다."라고 발언하기도 했지만, 바로 다음날 "이 난동에는 뒤에 공산당이 있다는 혐의도 있어서 지금 조사 중인데, 난동은 결국 공산당에 대해서 좋은 기회를 주게 할 뿐이니 모든 사람들은 이에 대해서 극히 조심해야 될 것이며, 또 지방경찰은 각각 그 지방의 정돈을 지켜서 혼잡이 없게 만들어야 될 것이다."라고 담화를 내어 자유당의 부정선거에 항의하는 군중의 시위를 공산당의 사주라고 일축하였다. 이는 이승만이라는 사람이 3.15 부정선거에 개입했느냐의 여부를 떠나 자유당의 부정행위에 대해 항의하는 대중의 시위를 어떻게 바라보고 있었는지조차 의심하기 충분하다. 홍진기 내무부 장관도 “마산 사태는 1차로 민주당이 선동했고 2차로 공산당이 조종한 듯하다”고 보고했으며, 4월 15일에도 '공산당 선전 때문에 마산 폭동이 일어났다'는 대통령 담화를 발표했다.

1960년 3월 15일자 동아일보. 3.15 부정선거를 다룬 기사.

4월 19일 마지막 국무회의에서 "오늘은 내가 이거 무슨 난중(亂中)에 앉아있는 것 같애. 사람들이 나를 나가라고 하는 모양인데 순순히 좋게 내주려고 해. 나는 무슨 이유인지, 무슨 까닭인지를 똑똑히 알았으면 해. 뭣인지 까닭을 알아야 해결할 것 아냐"라고 발언하였다. 서중석은 아무리 신문을 안 본다고 하더라도 그 중요한 상황에서 하루치만 신문을 훑어도 이럴 수가 있나, 할 정도로 언론에서 하루가 멀다하고 부정선거를 보도하고 있었고, 1960년 3월 3일자에, 구체적으로 어떤 식으로 선거 부정을 저지르려고 하는가를 민주당에서 폭로한 게 있으며, 《동아일보》, 《한국일보》, 《조선일보》 등 당대의 쟁쟁한 대형 신문사가 몇 면에 걸쳐서, 지면을 거의 부정선거 내용으로만 메우다시피 할 정도로 상세하게 써서 보도하고 있는 판에 이승만이 그걸 '몰랐다'는 것은 전혀 말이 되지 않는다고 비판했다.
뒤늦게야 사태를 파악한 이승만 대통령은 4월 21일 부정선거로 당선된 이기붕에게 사퇴를 요청했고, 23일 오전, 시위 중 부상당한 학생들이 입원해 있는 서울대병원을 방문하면서 "부정을 보고 일어서지 않은 백성은 죽은 백성"이라며 학생들을 칭찬하였다고 한다(다만 이승만이 4.19 혁명의 원인이었던 3.15 부정선거에 대해 항의하다 처참한 꼴을 당한 김주열에 대해서 국무회의록의 해당 발언 외에 어떻게 반응했는지, 김주열이 그런 참사를 당한 내막을 알았는지는 알려진 것이 없다). 
이승만은 4월 26일 대국민 담화를 발표하였다. 
나는 해방 후 본국에 들어와서 우리 여러 애국애족하는 동포들과 더불어 잘 지내왔으니 이제는 세상을 떠나도 한이 없으나, 나는 무엇이든지 국민이 원하는 것만 알면 민의를 따라서 하고자 하는 것이며 또 그렇게 하기를 원하는 것이다.

보고를 들으면 사랑하는 우리 청소년 학도들을 위시하여 우리 애국애족하는 동포들이 내게 몇 가지 결심을 요구하고 있다 하니 여기에 대해서 내가 아래 말하는 바를 할 것이며, 한 가지 내가 부탁하고자 하는 바는 이북에서 우리를 침략하려고 공산당이 호시탐탐하게 기다리고 있다는 것을 명심하고 그들에게 기회를 주지 말도록 힘써 주기를 바라는 바이다.

첫째는 국민이 원하면 대통령직을 사임할 것이며,

둘째는 지난 번 정·부통령 선거에 많은 부정이 있었다고 하니 선거를 다시 하도록 지시하였고,

셋째는 선거로 인연한 모든 불미스러운 것을 없애게 하기 위해서 이미 이기붕 의장이 공직에서 완전히 물러가겠다고 결정한 것이다.

넷째는 내가 이미 합의를 준 것이지만 만일 국민이 원하면 내각책임제 개헌을 할 것이다.

이상은 이번 사태를 당해서 내가 굳게 결심한 바이니 나의 이 뜻을 사랑하는 모든 동포들이 양해해 주어서 이제부터는 다 각각 자기들의 맡은 바를 행해 나가며 다시 질서를 회복시키도록 모든 사람이 다 힘써주기를, 내가 사랑하는 남녀 애국동포들에게 간곡히 부탁하는 바이다.— 「이승만 대통령 하야 성명」(음성녹음), 1960년 4월 26일, 대통령기록관 기록컬렉션 연설기록

같은 날 열린 국회는 이승만 대통령의 성명 내용에 대한 해석을 두고 갑론을박을 벌인 끝에 국민의 대표인 국회가 이승만 대통령의 사임을 국민이 원한다고 공식적으로 요구해야 하는 것이라는 결론을 내렸다. 따라서 이 날 국회는 이승만 대통령에게 하야 및 3.15 선거 무효 처리를 요구하는 결의문을 통과시켰다. 
이후 4월 26일 이승만은 자진 하야를 선언하며, 다음날인 27일 대통령 당선자인 이승만은 사퇴하였다. 
다음 날인 4월 27일, 이승만 대통령은 "국회의 뜻을 받아들여 사임한다"는 내용의 사임서 제출을 앞두고 갑자기 막무가내로 사임을 거부하기 시작했다. 측근 허정과 김정렬이 설득하려고 노력했으나, 이승만의 대답은 "내가 사임하면 온 국가가 혼란에 빠질 것이기 때문에 사임할 수 없다"는 것이었다. 그러나 허정이 "대통령께서 물러나셔도 질서를 확고히 유지할 수 있다"고 역설하자 그때가 되어서야 이승만은 어쩔 수 없었는지 사임서에 사인하고 국회에 제출하면서 공식적으로 대통령직을 사임하게 되었다. 1960년 5월 3일 국회에서 정식으로 이승만 대통령의 사임서를 접수하여 대통령의 사임을 선포함에 따라 이승만 정부는 공식적으로 막을 내렸다. 같은 해 4월 28일에는 이기붕 부통령 당선자가 아들의 권총으로 살해되어 사망함으로써 제5대 부통령 역시 재선거해야 하는 상황이 됐다. 대법원에 제기돼있던 선거 무효 소송은 소송 대상이 둘 다 없어졌고 어차피 재선거가 확정된 터라 진행되지 않았다.
본래 대통령과 부통령의 재선거는 재선거 사유 확정 이후 40일 이내로 시행돼야 했으므로 제5대 부통령의 재선거는 6월 7일, 제4대 대통령의 재선거는 12일까지 실시돼야 했으나, 5월 2일 국회에서 개헌 뒤까지 정·부통령 재선거 보류가 만장일치로 결의되고 재선거 공고권자인 허정 대통령 권한대행이 국회의 의사를 존중할 것을 표명하면서 재선거는 치러지지 않았다.

## 같이 보기
| - 사사오입 개헌 - 4.19 혁명 - 이기붕 - 대한민국의 부통령 - 자유당 - 이승만 - 장면 | - 민주당 - 조병옥 - 최인규 - 이정재 - 임화수 - 유지광 - 김두한 - 곽영주 |